# Język asu
Język asu albo pare lub chasu (inne nazwy: athu, casu, chiasu) – język tonalny z rodziny bantu, używany w północno-wschodniej Tanzanii, w regionie Kilimandżaro, w górach Pare, w dystryktach Mwanga i Same. W 1972 roku liczba mówiących wynosiła ok. 110 tys., w 2000 r. już 500 tysięcy. Około 5% populacji etnicznej mówi tylko tym językiem, większość używa także suahili, a część angielskiego.

## Klasyfikacja
- Nurse'a i Philippsona: Języki nigero-kongijskie→Języki atlantycko-kongijskie→Języki wolta-kongijskie→Języki benue-kongijskie→Języki bantuidalne→Języki bantuidalne południowe→Języki bantu→Języki bantu północno-wschodnie→Języki bantu wybrzeża północno-wschodniego→Języki pare→ Język asu
- Guthriego/Ethnologue: Języki nigero-kongijskie→Języki atlantycko-kongijskie→Języki wolta-kongijskie→Języki benue-kongijskie→Języki bantuidalne→Języki bantuidalne południowe→wąska grupa bantu→ Języki bantu centralne→ Języki bantu G→ Języki szambala (G20)→ Język pare = asu (G22.A)

## Dialekty
- północny asu[1]
- południowy asu